# GMA T.50
GMA T.50 або Gordon Murray Automotive Type 50 — спортивний автомобіль виробництва Gordon Murray Automotive.

## Опис

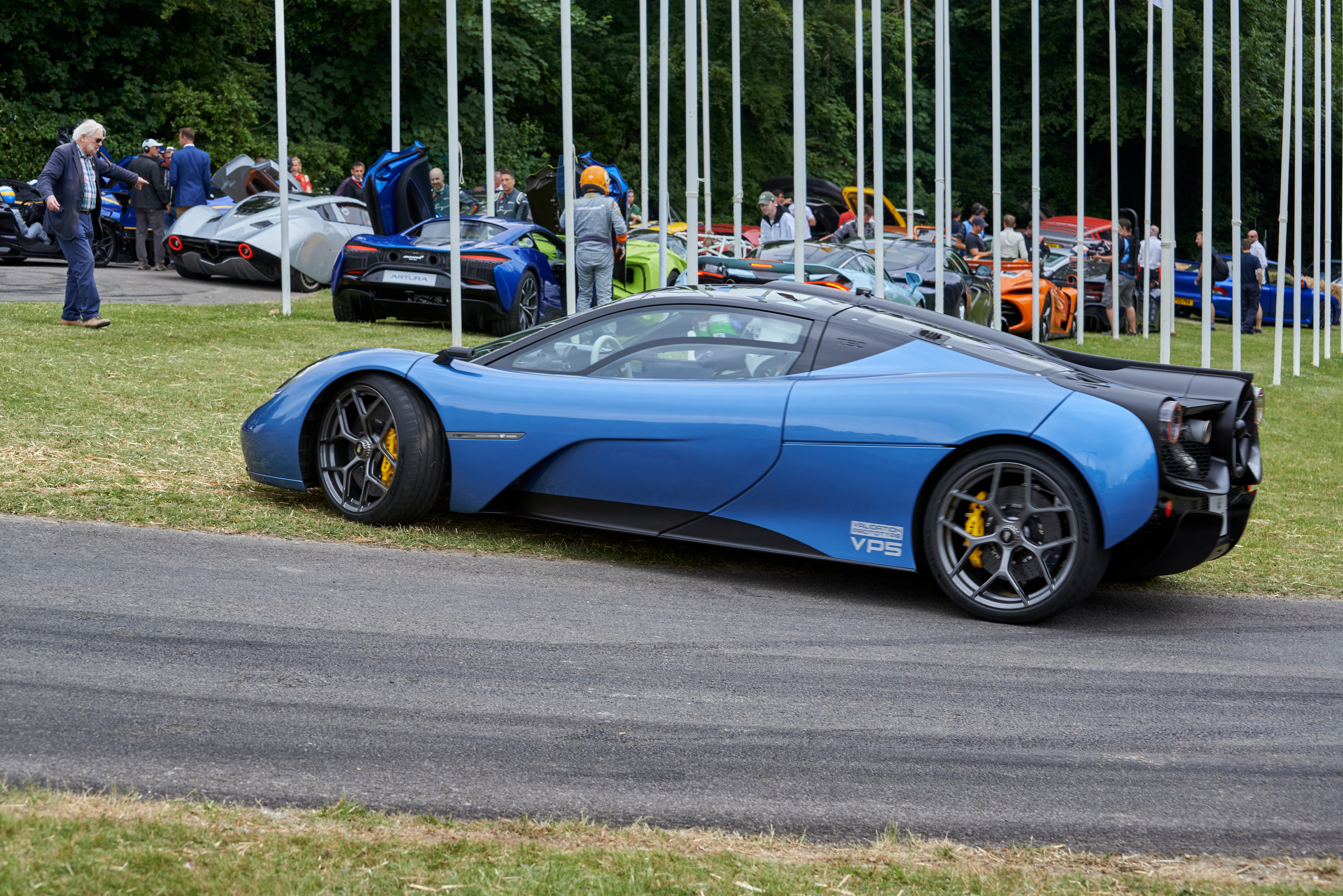

Спроектований Гордоном Мюрреєм і натхненний McLaren F1, T.50 оснащений абсолютно новим виготовленим на замовлення атмосферним двигуном V12 об’ємом 3994 см3 (4,0 л), розробленим Cosworth. Двигун розрахований на 663 к.с. (488 кВт) при 11 500 об/хв з максимальним крутним моментом 467 Нм при 9 000 об/хв.

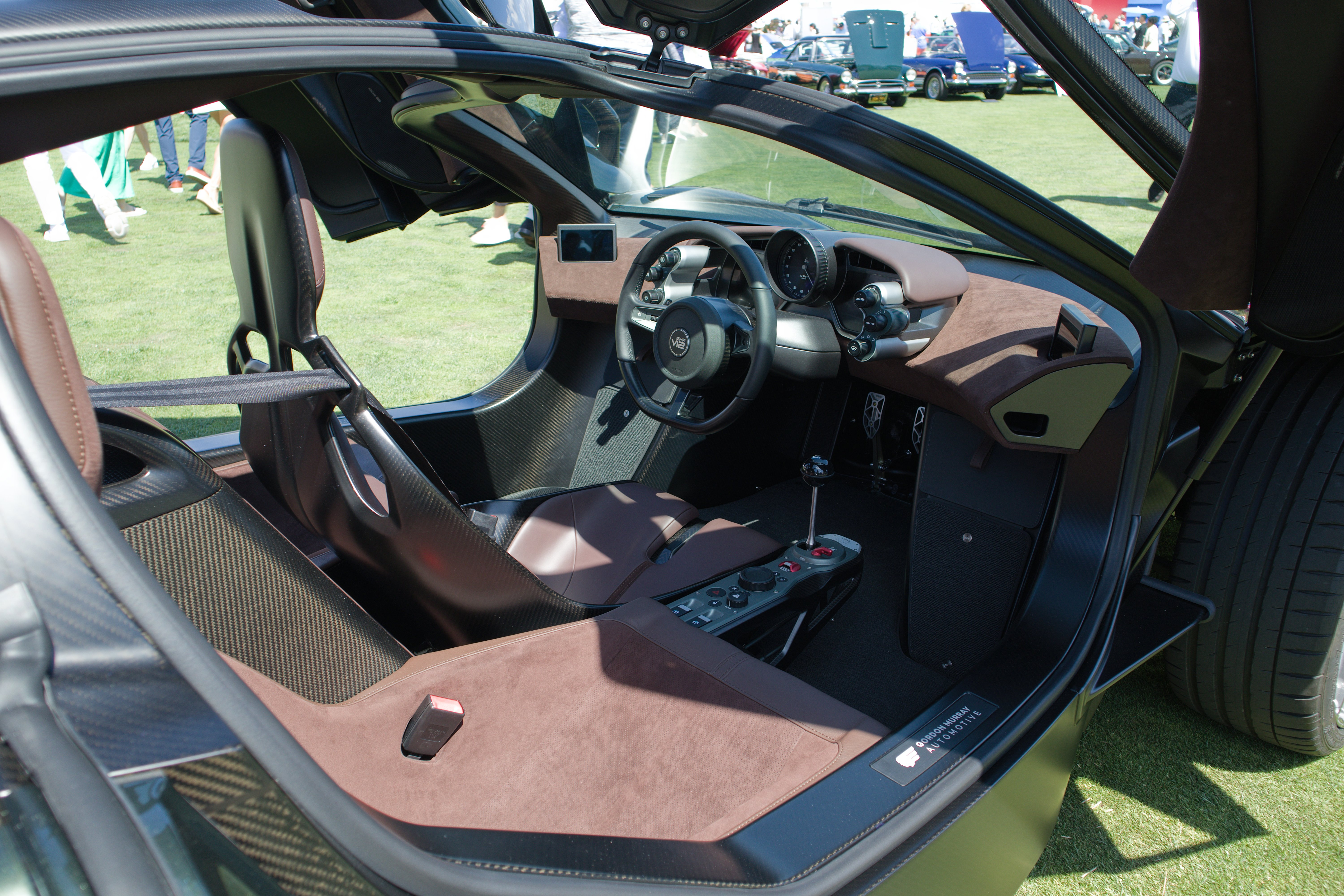

Основними конкурентами GMA T.50 є Aston Martin Valkyrie і Mercedes-AMG One. T.50 досягає спорядженної маси 986 кг, перевершуючи більшість транспортних засобів у своєму класі, причому лише атмосферний V12 важить 178 кг, а шасі становить щонайменше 30 кг. Суперкар легший за McLaren F1. Як результат, T.50 має одне з найвищих у своєму класі співвідношення потужності до ваги - 501 кВт (672 к.с.) на тонну, а його двигун досягає питомої потужності 122,1 кВт (166 к.с.) на літр.

## Двигун
- 4.0 L (3,994 см3) "3.9 L" Cosworth GMA V12 663 к.с. (488 кВт) при 11 500 об/хв 467 Нм при 9 000 об/хв